# Massawa
Massawa ili  Mitsiwa (geez: ምጽዋዕ miṣṣiwa, arapski: مصوع‎ maṣṣawa, talijanski: Massaua) ili Batsi (geez:ባጽዕ bāṣiʿ, prije: ባጽዕ bāṣ́iʿ)  ili Badi (arapski:بِضع baḍiʿʿ) je grad na obali Crvenog mora u Eritreji. Važna luka kroz mnoga stoljeća, njime su vladali mnoga carstva i države, sve do osamostaljena Eritreje 1991.  godine. Massawa je bila glavni grad talijanske kolonije Eritreja, dok se glavni grad nije preselio u Asmaru 1897. godine.
Massawa je izvorno bila primorsko naselje oko 50 kilometara sjevernije od luke Adulis.
Vlasništvo nad gradom je imalo Aksumsko carstvo, Medri Bahri, Omejidi, Bedže, Otomansko carstvo, Egipat, Ujedinjeno Kraljevstvo i Italija.

## Zemljopis
Grad se nalazi u središnjem dijelu Eritreje na obali Crvenog mora, prostire se na 477 km2. Administrativno pripada distriktu Massawa i Sjevernoj crvenomorskoj regiji čije je i središte. Massawa je poznata po visokoj ljetnoj vlazi i srednjoj godišnjoj temperaturi koja je jedna od najviših u svijetu.

## Stanovništvo
Prema podacima iz 2012. godine u gradu živi 53.090 stanovnika, dok je prosječna gustoća naseljenosti 110 stanovnika na kilometar kvadratni.